# Kimberly Ruddins
Kimberly Grace „Kim” Ruddins  (ur. 3 września 1963 w Inglewood) – amerykańska siatkarka, medalistka igrzysk olimpijskich.

## Życiorys
Ruddins była w składzie reprezentacji Stanów Zjednoczonych, która zdobyła srebrny medal na Igrzyskach Panamerykańskich 1983 w Caracas. Wystąpiła na igrzyskach olimpijskich 1984 w Los Angeles. Zagrała wówczas w jednym z trzech meczów fazy grupowej oraz w przegranym finale z reprezentacją Chin. Ponownie na igrzyskach uczestniczyła w 1988 w Seulu. Rozegrała dwa mecze fazy grupowej, a w turnieju olimpijskim Amerykanki zajęły siódme miejsce.
W 1995 uzyskała certyfikat American Institute of Certified Planners (Amerykańskiego Instytutu Planistów Certyfikowanych). Pracowała jako kierownik zrównoważonego planu dla kalifornijskiego miasta Ontario.